# Mineralogy and Petrology
Mineralogy and Petrology (abrégé en Mineral. Petrol.) est une revue scientifique à comité de lecture qui publie des articles de recherches dans les domaines de la minéralogie, de la pétrologie, de la géochimie et de la cristallographe.
D'après le Journal Citation Reports, le facteur d'impact de ce journal était de 1,573 en 2018. Actuellement, les directeurs de publication sont L. Nasdala et M.A.T.M. Broekmans.

## Histoire
Le journal a été fondé en 1872 par Gustav von Tschermak-Seysenegg sous le titre Mineralogische Mittheilungen, renommé Mineralogische und Petrographische Mittheilungen en 1878 avant de prendre le titre actuel en 1948.